# Ernst Reinecke

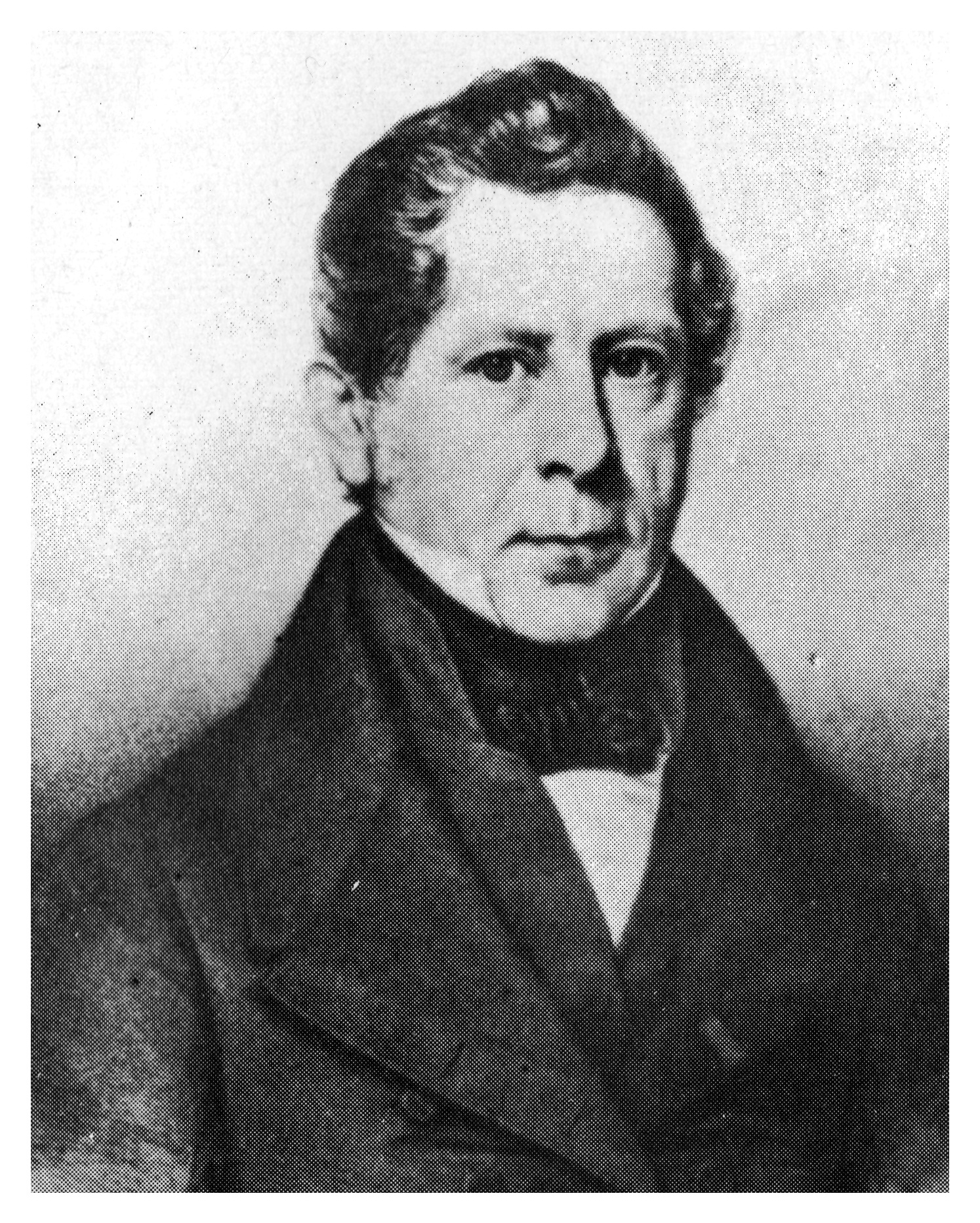
Ernst Reinecke

Ernst August Reinecke (* 4. August 1790 in Barsinghausen; † 25. September 1857 in Hannover) war ein deutscher Verwaltungsjurist und Politiker des Königreichs Hannover.

## Leben
Reinecke entstammte einer Hannoverschen Beamtenfamilie; sein Vater war Amtmann im Amt Barsinghausen. Nach dem Schulbesuch in Seesen und Hannover studierte Reinecke ab 1807 Rechtswissenschaften an der Universität Göttingen und wurde dort 1809 Mitstifter des Corps Hannovera. Im Zuge der Gendarmen-Affäre wurde er Anfang September 1809 von der Universität Göttingen relegiert und setzte sein Studium an der Universität Heidelberg fort, wo er 1810 Gründungssenior des Corps Hannovera Heidelberg wurde und zu den Mitunterzeichnern des Heidelberger SC-Comments vom 1. Juni 1810 gehört. Er schloss dort seine Studien ab, wurde aber zeitgleich im September 1810 wegen der Tumulte des Heidelberger SC mit dem Corps Vandalia nochmals relegiert. 1812 wurde er Assessor beim Ziviltribunal in Hannover. Am Befreiungskrieg 1813 nahm er ab April als Korporal, später als Cornet im Verband des Estorffschen Husaren-Regiments teil und wurde 1814 zum Leutnant befördert. Ende 1814 erhielt er den Abschied und wurde Mitarbeiter der Justizkanzlei in Hannover. 1818 wurde er zum Justizrat ernannt und 1821 Beisitzer im General-Kriegsgericht in Hannover. 1826 wurde Reinecke Generalauditor der Hannoverschen Armee und Mitglied der zweiten Kammer der Ständeversammlung des Königreichs als Deputierter der Diepholzschen Flecken Diepholz und Cornau. 1856 wurde er zusätzlich Direktor des Offiziers-Witwenkassen-Instituts in Hannover.
Ernst Reinecke war Inhaber der Kriegsdenkmünze von 1813, Commandeur 2. Klasse des Guelphen-Ordens und Träger des Wilhelms-Kreuzes.

## Schriften
- Stammbuch Reinecke
- Reminiszenzen aus dem Gebiete der Politik. Hannover 1857